# Afrodromia genitalis
Afrodromia genitalis är en tvåvingeart som beskrevs av Smith 1969. Afrodromia genitalis ingår i släktet Afrodromia och familjen dansflugor. Inga underarter finns listade i Catalogue of Life.